# سینمای اوکراین
سینمای اوکراین (انگلیسی: Cinema of Ukraine) تأثیر بسیاری بر سینمای جهان داشته‌است؛ زیرا اوکراین دارای پیشینهٔ طولانی در زمینهٔ فیلمسازی و همچنین دارای کارگردانان بزرگی بوده‌است.

## پیشینه
قبل از دهه ۲۰ سینمای اوکراین به سبب حضور چند چهره مستعد، پیشرفت قابل توجهی در زمینه‌های فنی تولید فیلم و همچنین در شیوه‌های کارگردانی از خود نشان داد. ژیگا ورتوف، الکساندر داوژنکو و سرگئی پاراجانف از مهمترین این چهره‌ها بودند.
از ۱۹۱۹ تا ۱۹۲۹ ژیگا ورتوف کارگردان، فیلمبردار و تدوینگر لهستانی‌تبار که در مسکو فعالیت هنری داشت و ساخت اولین فیلم‌های خبری سینمای روسیه به او نسبت داده می‌شود؛ به همراه دو برادرش بوریس و میخائیل کافمن که هردو فیلمبردار بودند و در کنار همسرش الیزابت اسویلوا، طی مأموریتی دولتی به کیف و دیگر شهرهای اوکراین رفتند و نقش بسیاری مهمی در شکل‌گیری فیلم‌های خبری و مستند سینمای اوکراین ایفا کردند.
در سینمای اوکراین اما نام الکساندر داوژنکو به عنوان پیشگام سینمای داستانی و فیلم بلند همواره جاودانه شده‌است. او که از همراهی همسرش یولیا سولنتسه وا نیز بهره می‌برد؛ سرگئی پاراجانوف سینماگر ارمنی و چندین همکار مستعد وی را به استودیوی خود در کیف دعوت کرد. تولیدات گروه داوژنکو بین سال‌های ۱۹۲۶ تا ۱۹۳۴ دارای نوع‌آوری‌های فراوانی برای سینمای نوپای آن زمان به حساب می‌آمد. مهمترین و احتمالاً ماندگارترین خروجی سینمایی گروه داوژنکو فیلم بلند زمین محصول ۱۹۳۰ نام دارد.
با همه این درخشش‌ها، سینمای اوکراین پس از جنگ جهانی دوم ظهور و بروزی از خود نشان نداد. در اوکراین و به ویژه در شهرهای کوچک و بزرگ همواره سالن‌های سینمایی زیادی ساخته و بهره‌برداری می‌شد. به طوری که بین سال‌های ۱۹۵۵ تا ۱۹۹۰ تعداد سالن‌های سینما در این کشور به بیش از ۲۰۰۰ عدد رسید بود. اما روندی که طی دوران جنگ سرد تقریباً در عمده جمهوری‌های شوروی به لحاظ فرهنگی و هنری ایجاد شده بود ساخت و تولیدات سینمایی سفارشی بود. و این روش تا سال ۱۹۹۰ ادامه یافت.

## از ۱۹۹۰ تاکنون

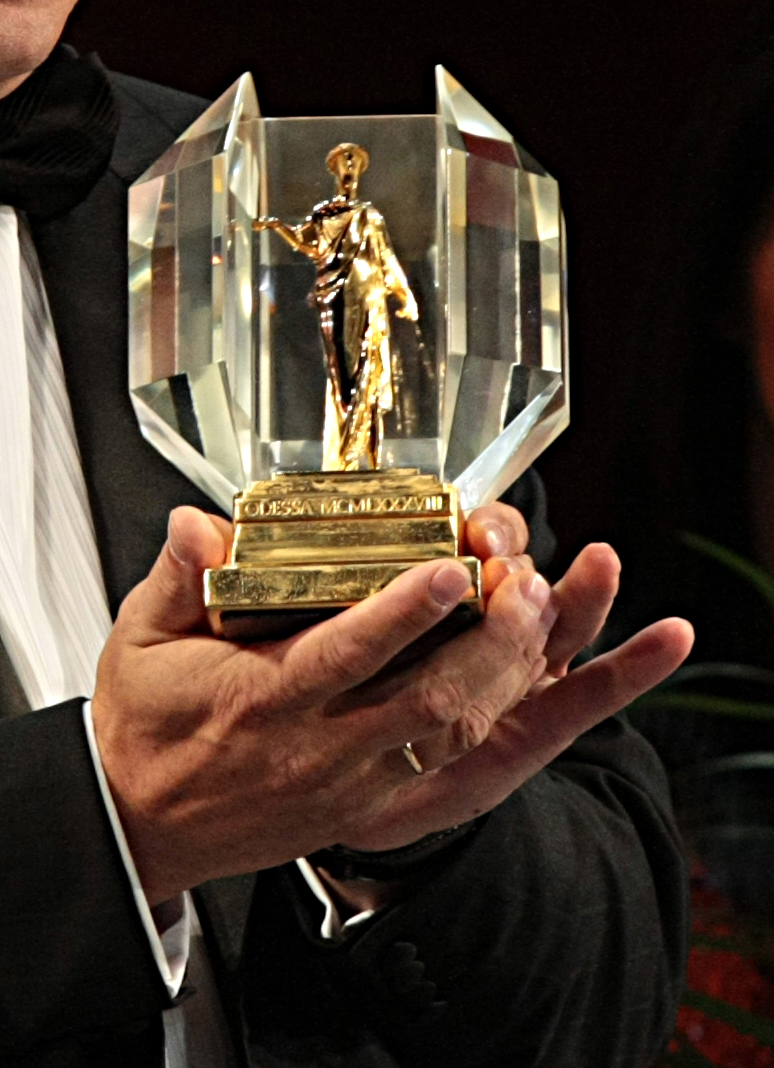
جایزه جشنواره بین‌المللی فیلم اودسا

جشنواره کن از آغاز دهه ۹۰ نقش مؤثری در شناسایی دوباره سینمای اوکراین ایفا کرد. در این دهه چهره‌های جوان زیادی از بدنه سینمای اوکراین آثار خود را به جشنواره‌های اروپایی به ویژه جشنواره فیلم کن می‌فرستادند.
در کن ۱۹۹۱ یک کارگردان اوکراینی به نام یوری ایلنکو برای فیلم دریاچه قو موفق شد به جایزه فیپرشی برسد. از این پس بسیاری از آثاری که پیش از این در سالهای قبل توسط دولت کمونیستی توقیف شده و رنگ پرده را به خود ندیده بودند سر از جشنواره‌های سراسر دنیا درآوردند.
در زمینه ساخت و تولید فیلم کوتاه نیز سینمای اوکراین آثاری قابل ارائه داده‌است. فیلم‌های کوتاه اوکراینی به دفعات برنده جایزه نخل طلای فیلم کوتاه کن شده‌اند. که از این میان نام‌هایی مانند ایگور استرامبیسکی در کن ۲۰۰۵ و ماریانا رودا در کن ۲۰۱۱ قابل اشاره‌اند.
طی سال‌های ۲۰۰۰ بدین‌سو چندین کارگردان مستعد اوکراینی دارای نام و آوازه شدند. اوکسانا باریاک با فیلم آئورورا محصول ۲۰۰۶؛ ایهور پودولچاک با فیلم‌هایی نظیر لاس‌منیناس محصول ۲۰۰۸ و دلیریوم محصول ۲۰۱۳ و همچنین سرگئی لوزنیتسا با فیلم مای‌جوی که در کن ۲۰۱۰ در بخش مسابقه حضور داشت.
در حال حاضر در کشور اوکراین بیش ۱۰ جشنواره فیلم به‌طور سالیانه برگزار می‌شود که در میان آنها جشنواره بین‌المللی فیلم اودسا معتبرترین است. مرکز ملی تولید فیلم داوژنکو نیز همراه با برگزاری کلاس‌های آموزشی، در زمینه آرشیو و تولید فیلم نیز بسیار فعال است. تولید فیلم سینمایی اکنون در این کشور بسیار افت کرده و در سال تنها ۵ فیلم بلند در اوکراین ساخته می‌شود. تعداد سینماهای این کشور ۲۳۲۲ سالن و مخاطبین آن ۱۵ میلیون نفر گزارش شده‌اند.

## کارگردان‌های مهم
- الکساندر داوژنکو
- سرگئی پاراجانف
- آناتول لیتواک

## بازیگران سرشناس
- دیوید وادیم
- میلا یوویچ
- اولگا کوریلنکو
- میلا کونیس

## فیلم‌های مهم
- مردی با دوربین فیلم‌برداری
- زمین
- سایه‌های نیاکان فراموش‌شده